# Eagle (Town, Richland County)
Die Town of Eagle ist eine von 16 Towns im Richland County im US-amerikanischen Bundesstaat Wisconsin. Im Jahr 2010 hatte die Town of Eagle 531 Einwohner.
Town hat in Wisconsin eine grundlegend andere Bedeutung, als im übrigen englischsprachigen Bereich. Vielmehr entspricht sie den in den anderen US-Bundesstaaten üblichen Townships, die nach dem County die nächstkleinere Verwaltungseinheit bilden.

## Geografie
Die Town of Eagle liegt im Südwesten Wisconsins, am Nordufer des Wisconsin River, einem linken Nebenfluss des Mississippi. Die Grenze zu Iowa befindet sich rund 60 km westlich. Nach Minnesota sind es rund 85 km in westnordwestlicher Richtung; nach Illinois sind es rund 100 km nach Süden.
Die geografischen Koordinaten des Zentrums der Town of Eagle sind 43°14′59″ nördlicher Breite und 90°29′06″ westlicher Länge. Sie erstreckt sich über eine Fläche von 92,2 km², die sich auf 90,0 km² Land- und 2,2 km² Wasserfläche verteilen. 
Die Town of Eagle liegt im Süden des Richland County und grenzt an folgende Nachbartowns:
| Town of Akan                                           | Town of Dayton                              | Town of Richland              |
| Town of Richwood                                       | Kompassrose, die auf Nachbargemeinden zeigt | Town of Orion                 |
| Town of Watterstown, Village of Muscoda (Grant County) | Town of Muscoda (Grant County)              | Town of Pulaski (Iowa County) |

## Verkehr
Der Wisconsin State Highway 60 verläuft entlang des Wisconsin River. Der Wisconsin State Highway 80 verlässt über eine Brücke über den Wisconsin River die Town of Eagle in Richtung des südlich benachbarten Grant County. Beide Straßen werden im Osten der Town durch den Wisconsin State Highway 139 miteinander verbunden. Daneben verlaufen noch die County Highways O und Y durch das Gebiet der Town. Alle weiteren Straßen sind untergeordnete Landstraßen sowie teils unbefestigte Fahrwege.
Mit dem Richland Airport befindet sich rund 20 km östlich der Town ein kleiner Flugplatz. Die nächsten Verkehrsflughäfen sind der Dubuque Regional Airport in Iowa (rund 125 km südlich), der La Crosse Regional Airport (rund 110 km nordwestlich) und der Dane County Regional Airport in Wisconsins Hauptstadt Madison (rund 110 km ostsüdöstlich).

## Bevölkerung
Nach der Volkszählung im Jahr 2010 lebten in der Town of Eagle 531 Menschen in 208 Haushalten. Die Bevölkerungsdichte betrug 5,9 Einwohner pro Quadratkilometer. In den 208 Haushalten lebten statistisch je 2,55 Personen. 
Ethnisch betrachtet setzte sich die Bevölkerung zusammen aus 97,7 Prozent Weißen, 0,2 Prozent (eine Person) amerikanischen Ureinwohnern, 0,4 Prozent Polynesiern sowie 0,8 Prozent aus anderen ethnischen Gruppen; 0,9 Prozent stammten von zwei oder mehr Ethnien ab. Unabhängig von der ethnischen Zugehörigkeit waren 1,7 Prozent der Bevölkerung spanischer oder lateinamerikanischer Abstammung. 
22,0 Prozent der Bevölkerung waren unter 18 Jahre alt, 60,1 Prozent waren zwischen 18 und 64 und 17,9 Prozent waren 65 Jahre oder älter. 49,0 Prozent der Bevölkerung war weiblich.
Das mittlere jährliche Einkommen eines Haushalts lag bei 47.708 USD. Das Pro-Kopf-Einkommen betrug 22.958 USD. 17,4 Prozent der Einwohner lebten unterhalb der Armutsgrenze.

## Ortschaften in der Town of Eagle
Neben Streubesiedlung existieren in der Town of Eagle noch folgende gemeindefreie Siedlungen:
- Balmoral
- Basswood
- Eagle Corners